# Unión Deportiva Marinaleda
La Unión Deportiva Marinaleda és un club de futbol amb seu a Marinaleda, a la comunitat autònoma d'Andalusia. Fundat l'any 1986, juga a Tercera Andalusa, i celebra els partits a casa a l'Estadi Jornalero, amb una capacitat de 1.500 seients.
La temporada 2012-13, va jugar a Primera Andalusa fins al gener de 2013 quan es va retirar de la competició per no poder recaptar fons per pagar els seus jugadors i les taxes arbitrals fins a final de temporada.
La temporada 2017-18, l'equip torna i comença a Tercera Andalusa.

## Temporada a temporada
| Temporada | Nivell | Divisió    | Lloc | Copa del Rei |
| --------- | ------ | ---------- | ---- | ------------ |
| 1986–06   | 6      | Regionals  | —    |              |
| 2006/07   | 6      | Reg. Pref. | 1r   |              |
| 2007/08   | 5      | 1ª I.      | 9è   |              |
| 2008/09   | 5      | 1a I.      | 1r   |              |
| 2009/10   | 4      | 3a         | 4t   |              |
| 2010/11   | 4      | 3a         | 16è  |              |
| 2011/12   | 4      | 3a         | 19è  |              |
| 2012/13   | 5      | 1a I.      |      |              |
| 2013/14   | 6      | Reg. Pref. | —    |              |
| 2017/18   | 8      | 3a I.      | 8è   |              |

- 3 temporades a Tercera Divisió